# Reda Kateb
Reda Kateb, född 15 januari 1977 i Paris, är en fransk skådespelare och regissör.

## Utmärkelser
Kateb vann Césarpriset för bästa manliga biroll 2015 för Hippokrates.

## Roller i urval
- 2009 – En profet
- 2012 – Zero Dark Thirty
- 2014 – Hippokrates
- 2014 – Lost River
- 2016 – De vackra dagarna i Aranjuez
- 2017 – Django
- 2019 – De ovanliga
- 2024 – De ljudlösa